# Гойтемир Ауховский
Гойтемир Ауховский (чечен. Гӏойтемир, Таьштемиран кӀант ГӀойтемир) — чеченский полководец, уроженец Ауха. Начальник кавалерии Имамата. В 1844–1847, 1850–1853 годах являлся наибом Ауховского округа, считался одним из лучших наибов Шамиля. В 1870 году Гойтемир погиб в одном из боёв в Червлённой. Похоронен в селе Саясан. По национальности — чеченец, представитель тайпа цонтарой.

## Кавказская война

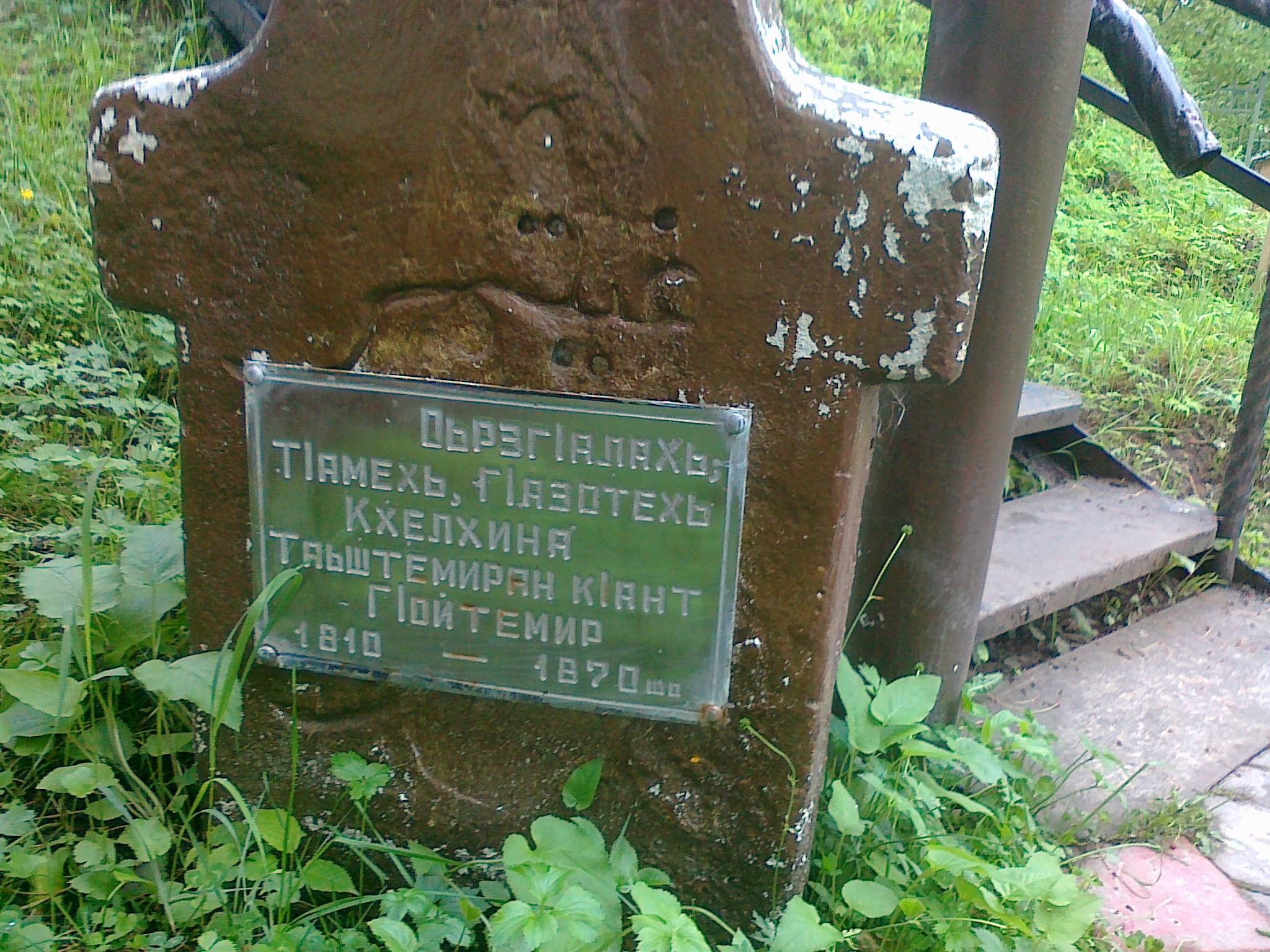
Могила Гойтемира Ауховского в Саясане

В 1851 году Хаджи-мурад в своих показаниях, называл Гойтемира одним из лучших наибов имама Шамиля. Хронологический журнал военных действий на левом фланге Кавказской линии с 23 мая по 6 июня 1846 году отмечал интенсивные действия наиба Гойтемира в районе Амир-Аджи-юрта, Умахан-юрта, где российские войска понесли значительные потери в ходе наступательных действий ауховцев под предводительством наиба Гойтемира Ауховского.
19-27 апреля 1846 года участвовал в бою с отрядами генерал-лейтенанта Лабинцева на реке Ярыксу.
Также совершал рейды на Хасавюрт и на крепость Внезапную.
В ночь с 19 на 20 1846 года Гойтемир Ауховский, не зная ещё, что на Ярык-су находятся русские войска, собрал партию, якобы, с намерением отбить скот у байрам-аульцев или бата-юртовцев. Увидев отряд, Гойтемир Ауховский в 8 часов утра подошел к лагерю, имея в сборе 300 человек конных, до 600 пеших при одном орудии. После нескольких пушечных выстрелов, с одной и с другой стороны, Гойтемиру дали знать, что две роты пехоты без орудия следуют к реке Ярык-су. Оставив перед лагерем пехоты, Гойтемир со всею кавалериею и орудием атаковал две русские ротам, но пехота несмотря на 8 гранат, пущенных к ним, встретила чеченцев.
Между тем подполковник Тиммерман, видя, что Гойтемир Ауховский сделал нападение на шедшую русскую колонну, оставив в лагере две роты при одном орудии, направил одну роту и сотню казаков с орудием к колонне на помощь. В это же время шт.-кап. Рудоновский, бывший в прикрытии фуражиров, отправив обоз обратно в укр. Внезапную, также выдвинулся на помощь к атакованным русским ротам. Гойтемир, видя, что со всех сторон сбегаются русские войска, быстро ушел в леса.
25 мая для прикрытия вырубки леса на правом берегу реки Ярык-су был выслан из лагеря бат. пехоты. В 9 часов утра по обеим сторонам реки показался неприятель; завязав на правом берегу перестрелку с батальоном. Гойтемир с левой стороны выдвинул орудие против лагеря. Батальон возвратился на позицию. Гойтемир, соединив всю партию на правом берегу, выдвинул пехоту с орудием против лагеря, а с кавалериею остался на возвышенности. В это время прибыл в Внезапную из Чир-Юрта подполковник Косоротов с сводным бат. из двух рот Апшеронского и двух рот Дагестанского пехотных полков, сотнею казаков донского № 28 полка при двух горных орудиях. Услыхав выстрелы в лагере на реке Ярык-су, подполковник Косоротов двинулся туда. Гойтемир, заметив следование подполковник Косоротова, всею массою двинулся против него и в 6 верстах от лагеря на Воровской балке завязал с ним перестрелку. Подполковник Тиммерман в то же время выслал из лагеря три роты егерского ген.-адъют. кн. Чернышева полка с одним орудием под командою кап. Кириленко.
Чтобы иметь возможность располагать всею подвижною артиллерией при движениях войск, ген.-м. Козловский сделал распоряжение, чтобы из Внезапной были доставлены в лагерь крепостные орудия: полупудовый единорог, 12-ти фунтовая пушка, двухпудовая мортира и кегернова морка.
Гойтемир расположился в Аджи-Гирей-Юрте, не более 4 верст от русского лагеря на правом берегу Ярык-Су и постоянно делал атаки, то на лагерь, то на колонны. Послав в Баташ-Юрт за двумя орудиями Донской казачьей № 1 батареи, и в ожидании артиллерии и снарядов из кр. Внезапной ген.-м. Козловский с утра выдвинул пехоту на позицию и занялся вырубкой леса. Ауховцы вели значительную перестрелку с казачьими пикетами. Около полудня человек сто неприятельской конницы сбили наши пикеты. Ген.-м. Козловский выдвинул из лагеря 9 рот егерского ген.-адъют. Чернышева полка с тремя орудиями. Толпы конных неприятелей усиливались, и между тем, как они забавлялись перестрелкой с нашей пешей цепью, ген.-м. Козловский выстроил за пехотою казаков двумя эшелонами, присоединив к казакам орудие Донской № 1 батареи, только что прибывшие в лагерь; ген.-м. Козловский повел казаков в атаку, приказав пехоте поддержать эту атаку. Донского казачьего № 28 полка войсковой старшина Бирюков с первым эшелоном выскочил на последний уступ к Аджи-Гирей-Юрту, неожиданно стал над станом Гойтемира; второй эшелон с орудием был остановлен на другом уступе.
Свежая конница неприятеля приняла бегущих; пехота его быстро бросилась занимать леса и овраги во фланге казаков. Ген.-м. Козловский приказал первому эшелону отступить. Неприятель по обыкновению насел на отступающих; пехота наша показалась на втором уступе, ген.-м. Козловский приказав подполковник Тиммерману с одной колонной занять левую высоту, кап. Кириленко с другою колонною расположится на том уступе, где стоял второй эшелон казаков, направил этот эшелон в подкрепление отступающим.
Гойтемир воспользовавшись изрезанною местностью и перелесками, приказал своей пехоте забегать во фланги и в тыл, занимаемой нами позиции, вероятно ожидая, что и пехота станет отступать, но ген.-м. Козловский, собрав и устроив казаков позади пехоты и присоединив к себе две роты Подольского егерского полка, прибывшие из Внезапной с гарнизонной артиллерией и снарядами, повел общую атаку. Через четверть часа уже на поле битвы не осталось ни одного неприятеля. Значок Гойтемира и 20 трупов остались в наших руках.
Гойтемир один без всякой помощи уносился от кумык и казаков по левому берегу Ярык-су, но лихой конь вынес его, и он спасся. Пешие ауховцы, так дерзко забегавшие во фланги наши, были частью изрублены казаками, частью штыками сброшены с обрывов. В Аджи-Гирей-Юрте найден запас чуреков, балаганы и сакли зажженные.

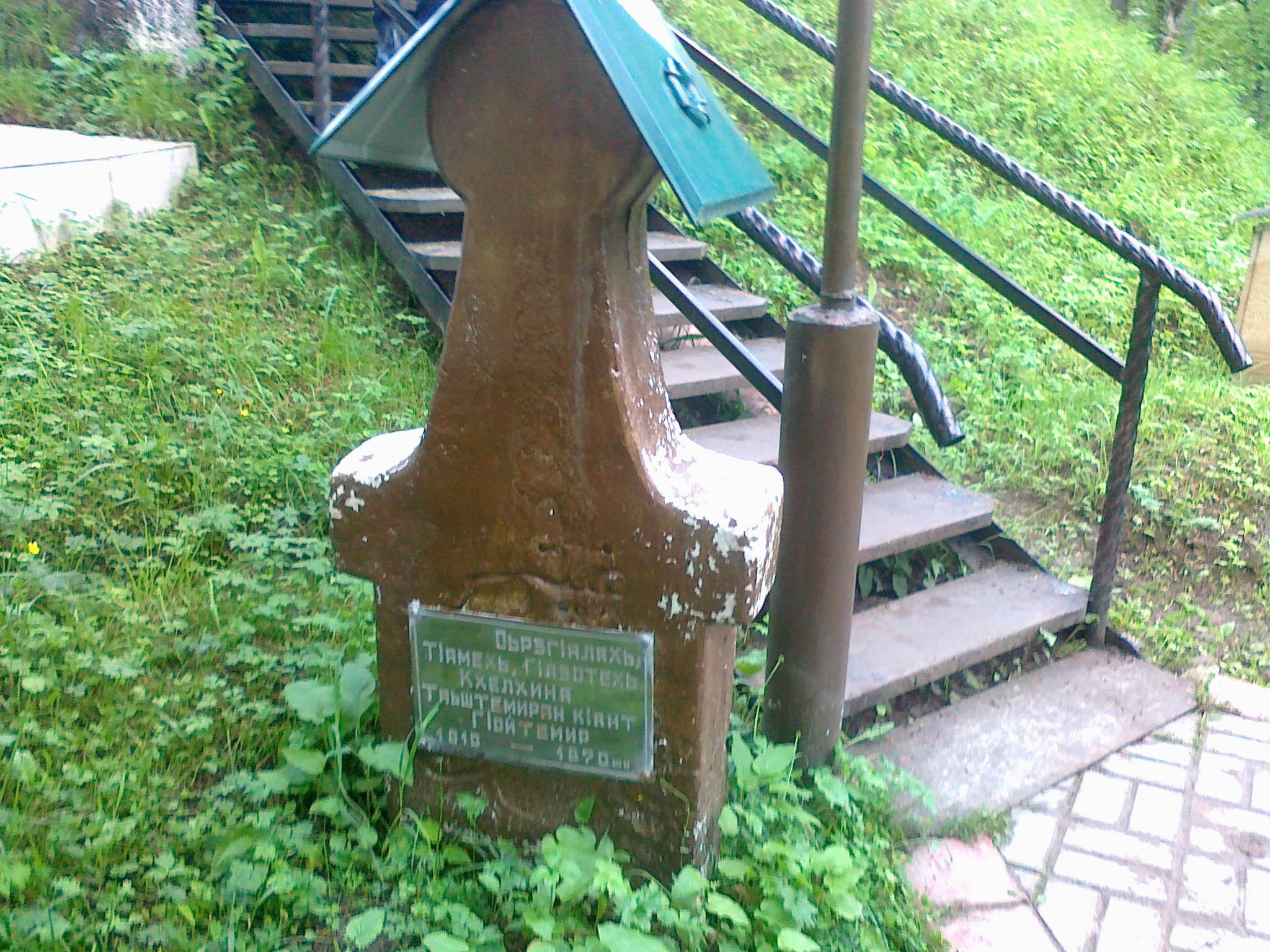
Надмогильный камень Гойтемира Ауховского в Саясане

Гойтемир после поражения при Аджи-Гирей-Юрте приглашал Талгика, Саибдулу и Атабая собрать партии и прибыть к нему, но получив отказ, отправился к Шамилю, и будто бы Шамиль приказал немедленно всем собраться, объявив при этом, что он сам прибудет в Аух.
25 мая 1846 года, Гойтемир прибыл в район реки Ярыксу, между тем части русских войск во главе с подполковником Косоротовым заняли укрепление Внезапное.
Столкновение с мюридами произошло в Воровской балке. Из-за того, что к Косоротову торопилась помощь, Гойтемир отступил в горы.
В одном из боёв c отрядом Козловского, Гойтемир обратился к своим соседним наибам Талгику, Атабаю и Саибдуле за помощью, но так её и не дождался, потому что последние отказали ему в этом. Однако известно, что сам Шамиль приказал им помочь Гойтемиру, и сам обещал выдвинуться на помощь с войсками из Дагестана, но тоже не пришёл на помощь Гойтемиру.
В Восточной Чечне — Аухе по реке Акташ существовало укрепление Гойтемировские ворота (чечен. Гӏойтемаран ков), построенное наибом Гойтемиром Ауховским.

### Версия гибели наиба
В. А. Потто упоминает гибель наиба Гойтемира на Шалинской поляне в своём труде «История 44-го Драгунского Нижегородского полка».
8 января 1851 года при штурме Шалинского окопа наибы Бата и Гойтемир с чеченской конницей скакали прямо на фланг нашей кавалерии. Драгуны переменили фронт, и четыре конных орудия, снявшись с передков, ударили картечью. Скакавший впереди всех всадник, сопровождаемый большим наибским значком, слетел с коня и больше не поднимался. Чеченцы подхватили тело, но этого момента было достаточно чтобы ни один труп повалились десятки людей, сделавшись также трупами.
Позже от лазутчиков мы узнали, что всадник, сраженный картечью во главе своей кавалерии, был знаменитый ауховский наиб Гойтемир.

«Мне жаль Гойтемира, — говорил Козловский за ужином: — когда я командовал полком, мы были с ними соседями, и я, и мои кабардинцы обязаны Гойтемиру многими наградами» 

## Память
К середине 1994 г. в столице самопровозглашённой Чеченской Республики Ичкерия появилась улица, названное в честь наиба Гойтемира Ауховского (Наиб Гӏойтамаран урам).